# August Cederqvist

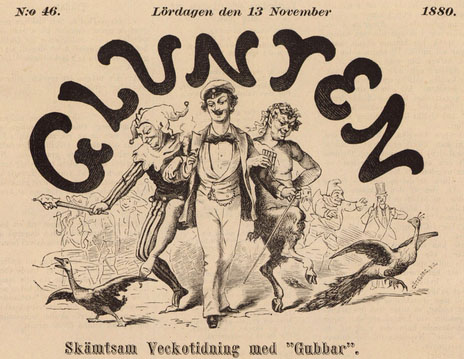
Glunten, 13 november 1880.

August Cederqvist, född den 3 april 1851 i Kinneveds socken och död den 13 november 1900 i Göteborg, var en svensk journalist och författare.

## Biografi
Cederqvist hade först tänkt sig att bli folkskollärare, men anställdes 1879 som journalist av August Henriksson, chefredaktören för veckotidningen Förposten i Göteborg. Cederqvist kom att efterträda denne som chefredaktör. Vid sidan av journalistiken skrev han noveller och krönikor och gav 1880-1892 även ut skämttidningen Glunten, som trycktes på Förpostens tryckeri. Hans romaner och noveller gick som följetonger i tidningen och vissa gavs även ut i bokform. Cederqvist blev på sin tid känd för nyckelromanen Mölndalsflickan i vilken han tecknar ett nidporträtt av David Otto Francke, den så kallade "kungen av Mölndal". 
Han sägs ha varit en praktiskt sinnad tidningsman med en välskött tidning, men även en ordensbroder och skämtare i klass med den samtida Aron Jonason, som ibland kallas Göteborgsvitsens fader.
Cederqvist avled bara 49 år gammal av ett slaganfall och efterlämnade hustru och barn.

### Redaktör
- Förposten. 1879-1900. Libris 0f4kdb8tx40h3pb8[2]
- Glunten : skämtsam veckotidning med "gubbar". Göteborg. 1880-1885. Libris 2636924 - Utkom 1886-1889 med titeln Kurre Glunten och 1889-1892 som Kurre med undertiteln: Göteborgare, oförskräckt, men oförargerlig, glad, levnadskry. Skämttidning med "gubbar".[3]